# Tillandsia abdita
Tillandsia abdita är en gräsväxtart som beskrevs av Lyman Bradford Smith. Tillandsia abdita ingår i släktet Tillandsia och familjen Bromeliaceae. Inga underarter finns listade i Catalogue of Life.